# Alpheus antepaenultimus
Alpheus antepaenultimus  (лат.) —  вид креветок из семейства Alpheidae.

## Ареал
Восточная часть Тихого океана (от Коста-Рики до Панамы). Встречаются на глубинах от 0 (приливная зона песчаных и илистых побережий) до 5 м.

## Описание
Мелкие ракообразные, длина тела до 25 мм. Основная окраска беловато-жёлтая с тёмным пятном на роструме. Живет среди мангровых зарослей, в илистом песке, в неглубоких норах, скорее всего, в парах. Таксон принадлежит к видовой группе Edwardsii species group внутри рода Alpheus. Морфологически и генетически сходен с видом Alpheus chacei (Западная Атлантика), отличаясь от последнего более светлой окраской, мелкими размерами и строением ног
.
Вид был впервые описан в 1988 году американскими зоологами Воном Кимом и Лауренсом Абелем (Kim W., Abele L. G., Department of Biological Science, Florida State University, Tallahassee, Флорида, США), в 2001 проведены молекулярно-генетичесике исследования.